# Federica Stufi
Federica Stufi (ur. 22 marca 1988 we Florencji) – włoska siatkarka, grająca na pozycji środkowej. 

## Sukcesy klubowe
Liga włoska:
- 2012, 2019

Puchar CEV:
- 2017

Puchar Włoch:
- 2019

Liga Mistrzyń:
- 2019

## Sukcesy reprezentacyjne
Mistrzostwa Europy Juniorek:
- 2006

Letnia Uniwersjada:
- 2009

## Nagrody indywidualne
- 2006: Najlepsza blokująca Mistrzostw Europy Juniorek